# Konkurence dopravců v osobní železniční dopravě v Česku
Pro konkurenci železničních dopravců v České republice začal připravovat podmínky Zákon o dráhách (č. 266/1994 Sb.) a jeho pozdější novelizace. K liberalizaci trhu železniční dopravy vyzývají i směrnice Evropské unie.
V závěru roku 2019 bylo celkem 109 firem oprávněno provozovat drážní dopravu na síti české Správy železnic. Jde o společnosti, které jsou držiteli licence pro provozování drážní dopravy na celostátních a regionálních drahách. Firmy, které jsou držiteli této licence a zároveň vlastní osvědčení dopravce (další z podmínek nutných pro provozování drážní dopravy) jsou uvedeny v Seznamu českých železničních dopravců. Hlavní náplní podnikatelské činnosti je však provozování drážní dopravy jen pro několik firem z tohoto seznamu, ostatní jsou převážně stavební firmy nebo firmy provozující dopravu převážně pro vlastní potřebu, které se trhu železniční dopravy jako dopravce významně neúčastní.

## Dotovaná osobní doprava

### Závazek veřejné služby
Dotovanou osobní dopravu si u dopravců objednává stát, kraje a obce (v samostatné působnosti) a sjednává ji s nimi v rámci tzv. závazku veřejné služby. Stát (prostřednictvím Ministerstva dopravy) objednává některé dálkové vlaky, kraje takzvanou dopravní obslužnost kraje a obce takzvanou ostatní dopravní obslužnost, do níž patří i městská hromadná doprava. Takoví objednatelé mají povinnost uhradit dopravci prokazatelnou ztrátu vypočtenou podle zákona. Objednávat dopravu si u dopravců však mohou i další subjekty nebo ji dopravci mohou provozovat na vlastní náklady.
Kraj má ze zákona povinnost dopravci zajišťujícímu základní dopravní obslužnost v rámci závazku veřejné služby uhradit vykázanou prokazatelnou ztrátu a je tedy právně sporné, zda může sjednat ve smlouvě úhradu v jiné výši, se kterou dopravce uspěje ve výběrovém řízení. V autobusové dopravě, jejíž financování se děje podobným způsobem, se kvůli tomuto problému dostal do sporu Dopravní podnik Ústeckého kraje a. s. s Ústeckým krajem a došlo k závažné krizi, která v roce 2006 opakovaně ochromila veřejnou dopravu v kraji.
Závazek veřejné služby je upraven v zákoně č. 194/2010 Sb. o veřejných službách v přepravě cestujících a o změně dalších zákonů. V tomto zákoně jsou pevně stanoveny podmínky smlouvy o veřejných službách v přepravě cestujících, postup při uzavírání smlouvy a případné sankce při nedodržení postupu jejího uzavírání.

### Memorandum o stabilizaci, upevnění monopolu ČD
Vláda na základě svého usnesení č. 1132/2009 z 31. srpna 2009 zpracovala a dne 28. října 2009 projednala dokument s názvem „Memorandum o zajištění stabilního financování dopravní obslužnosti veřejnou regionální železniční osobní dopravou“.
Dokument má charakter smlouvy mezi státem, který je zastoupen premiérem a ministry dopravy a financí, a kraji, zastoupenými hejtmany a primátorem hl. m. Prahy za účasti Asociace krajů České republiky. Toto memorandum garantuje krajům stabilní dotaci veřejné železniční dopravy na roky 2010–2019 v celkové výši 2,649 miliard ročně navyšované o průměrný roční index spotřebitelských cen, a to za podmínky, že uzavřou na celé období smlouvu s jediným dopravcem, přičemž memorandum nevyžaduje, aby tento dopravce vzešel z výběrového řízení.
Asociace krajů je memorandem zavázána zajistit jednotný postup krajů při uzavírání smluv, nastavení rozsahu dopravní obslužnosti v poměru ke státní dotaci a stabilizaci objednaných dopravních výkonů. Memorandum obsahuje i výslovné ustanovení, že nesmí být vykládáno a uplatňováno v rozporu s právním řádem České republiky.
Mluvčí Plzeňského kraje však zrušení již dříve vyhlášeného výběrového řízení odůvodňoval tím, že kraj ještě nemá hotovou koncepci zkvalitnění dopravy v kraji, a odvoláním na formulaci memoranda, která vyžaduje „jednotný postup krajů“ při uzavírání smluv. Radko Martínek v rozhovoru na dotaz deníku Právo, zda se nepočítá se vstupem konkurenčních dopravců, odpověděl: „Od soukromých dopravců jsme relevantní nabídku nedostali, vždy šlo pouze o proklamace.“ Proti zachování monopolu Českých drah na dalších 10 až 15 let se důrazně ohradil například místopředseda ODS Petr Bendl nebo vedení společností RegioJet a Student Agency.
V listopadu 2009 začala sociálně-demokratická vedení krajů uzavírat bez výběrového řízení desetileté smlouvy s opcí na dalších 5 let na provozování dopravy s Českými drahami, především z iniciativy pardubického hejtmana Radko Martínka, který memorandu jménem Asociace krajů vyjednal.
Do 9. listopadu 2009 uzavřely tyto smlouvy již dva kraje, přičemž mluvčí Českých drah uvedla, že očekává uzavření takové smlouvy se všemi kraji. 9. listopadu 2009 uvedl časopis E15, že kraje deklarují ochotu uzavřít dlouhodobou smlouvu s Českými drahami a nejasná je situace pouze v Ústeckém kraji, jehož vedoucí odboru dopravy a silničního hospodářství Jindřich Franěk uvedl, že o způsobu výběru dopravce ještě nebylo rozhodnuto.
30. listopadu 2009 podepsal takovou smlouvu i Ústecký kraj, rozhodnutí novinářům prezentoval radní pro dopravu Jiří Šulc (ODS). Uzavřením smlouvy s Českými drahami kraj podle Šulce upustil i od původního záměru vypsat na provozování železniční dopravy výběrové řízení.
Uzavření dlouhodobých smluv údajně podle Šulce vyžaduje po krajích vláda svými dotačními podmínkami. Radko Martínek využití mezery v evropské směrnici pro týdeník Týden podal slovy: „Postupujeme přesně podle evropské směrnice“. Sdružení železničních dopravců označuje uzavírání takových smluv bez výběrového řízení za protizákonné, Radim Jančura avizoval, že bude reagovat reklamní antikampaní, vedenou především prostřednictvím internetu. Kampaň má přitom být zaměřena nejen proti ČSSD, k níž v té době patřili hejtmani všech krajů, ale i proti ODS, která má své zástupce v několika krajských radách a která nominovala ministra dopravy Gustáva Slamečku.
3. prosince 2009 vstoupilo v platnost nařízení Evropského parlamentu a Rady ES č. 1370/2007, které nařizuje výběrová řízení pro přidělování zakázek ve veřejné železniční dopravě. Všechny kraje i ministerstvo dopravy uzavřely urychleně dlouhodobé smlouvy s Českými drahami bez výběrového řízení těsně před tímto datem. Hned 4. prosince 2009 České dráhy uzavřely, rovněž bez výběrového řízení, smlouvu o nákupu 15 jednotek City Elefant od Škody Transportation, které představitel konkurenčního dopravce označil za předražené.
Radim Jančura již v listopadu 2009 vyjádřil odhodlání obrátit se v souvislosti se zrušením výběrového řízení v Plzeňském kraji na české soudy i Evropskou komisi.
Student Agency podala na jaře 2010 k Evropské komisi stížnost proti netransparentnímu a diskriminačnímu zadávání zakázek v osobní železniční dopravě v Česku v těch krajích, ve kterých byla podána i konkurenční nabídka jiných dopravců (RegioJet, Veolia Transport, Arriva).
Stížnost rovněž požaduje prověřit udělení evropských dotací Českým drahám na nákup nových souprav, kde podmínkou čerpání je, aby žadatel prokázal, že nabídl kraji nejlepší podmínky.
Na základě stížnosti RegioJet na postup tří krajů zaslala Evropská komise českému Úřadu pro ochranu hospodářské soutěže žádost o vysvětlení postupu krajů i ministerstva dopravy a tento úřad přeposlal dopis se žádostí o vysvětlení jednotlivým krajům. Původně měly kraje pro dodání vysvětlení lhůtu do 1. listopadu 2010, tu si však (podle iDnes.cz) nechaly prodloužit do konce listopadu.
Současně EK požádala, a to na základě podnětu Sdružení železničních společností, i o vysvětlení k převodu majetku Českých drah na Správu železniční dopravní cesty za 12 miliard korun v létě 2008,
stížnosti ale nebyly úspěšné.
Právní kroky kvůli nedostatečné implementaci či chybné aplikaci liberalizace železniční dopravy provedla Evropská komise v létě 2010 vůči jiným 13 z 27 členských zemí.

### Dálková doprava

#### Pardubice – Liberec – Zittau (nabídka Connex, 2005)
V prosinci 2004 dopravce Connex Česká Železniční s. r. o. požádal Správu železniční dopravní cesty (SŽDC) o přidělení kapacity dopravní cesty na období 2005/2006 pro rychlíky na trati 030 (Pardubice – Liberec) s návazností na trať 089 z Liberce ke státní hranici. Chtěl provozovat dopravu až do Zittau, kde měly navazovat spoje německé společnosti Lausitzbahn do Německa. Na trať měly být nasazeny nízkopodlažní klimatizované a bezbariérové jednotky Siemens-Desiro.
Počátkem roku 2005 požádala tato společnost Ministerstvo dopravy o uzavření smlouvy o závazku veřejné služby. Podle některých zpráv byly požadované spoje do jízdního řádu pro rok 2005/2006 již zařazeny, podle jiných SŽDC žadateli kapacitu dopravní cesty nepřidělila a přednostní přidělení nebylo možné, protože žádný z dopravců neměl ještě uzavřenou smlouvu o závazku veřejné služby na rok 2006. Smlouvy se totiž dosud obvykle uzavíraly až těsně před obdobím, na které měly platit.
Mluvčí ministerstva dopravy Marcela Švejnohová 31. května 2005 řekla, že ministerstvo dohodu o zajištění veřejné rychlíkové dopravy na rok 2006 již připravuje s Českými dráhami a zajištění dopravy Connexem by přicházelo v úvahu až od jízdního řádu pro rok 2007.

#### Plzeň – Most a Pardubice – Liberec (výběrová řízení 2005 a 2006, prodloužení 2014)
2. září 2005 bylo vyhlášeno Ministerstvem dopravy výběrové řízení na provozování rychlíků na tratích Plzeň – Most (Trať 160, 124, 130) a Pardubice – Liberec (Trať 030, 031). Přihlásily se České dráhy, Viamont a Connex. Vítěz měl provozovat dopravu od 10. prosince 2006 do 8. prosince 2007. Tyto spoje představují 4 % z rozsahu dálkové železniční dopravy dotované státem. Po vyhodnocení tohoto pilotního projektu měl být liberalizován provoz i na dalších dálkových trasách. Vyhlášeným cílem bylo zlepšení kvality cestování při zachování výše jízdného. Mezi hlavní kritéria patřilo plnění grafikonu vlakové dopravy (v %), teploty ve vnitřních prostorách drážních vozidel, vybavení hygienickými potřebami, komfort, funkčnost, technický stav, čistota ve vozidlech před odjezdem z výchozí stanice, dodržení plánem stanoveného řazení drážních vozidel, návaznost spojů osobní dopravy a nabízená cena.
České dráhy podaly u Úřadu pro ochranu hospodářské soutěže návrh na přezkoumání zadávacího řízení a úřad potvrdil, že nebyla porušena pravidla hospodářské soutěže, ale konstatoval, že ministerstvo dopravy mělo řízení posuzovat jako výběrové řízení na koncese pro služby, což je nová forma výběrového řízení.
29. března 2006 ČTK oznámila rozhodnutí Ministerstva dopravy o zrušení prvního kola výběrového řízení, ve druhém zvítězily České dráhy. Konkurence namítá, že ve druhém kole byly podmínky řízení přizpůsobeny nabídce Českých drah podané v prvním kole. V požadavcích údajně například bylo, aby souprava po každém kole dvě hodiny nečinně stála v Pardubicích. České dráhy přiznaly, že v nabídkách neuvažovaly odpisy vozidel, což obvykle bývá důvodem k vyřazení uchazeče. Na trati Plzeň – Most ČD nabídly dumpingovou cenu 17 Kč/km, ačkoliv obvykle pobírají dotací 80 Kč/km. Nabídka Českých drah obsahovala i doplňkové služby, jako půjčovny kol ve stanicích, slevové nabídky platné pro celou síť ČD, skupinové slevy a informační servis.
7. listopadu 2006 média zveřejnila sdělení Martina Peciny, předsedy Úřadu pro ochranu hospodářské soutěže, že na podnět jednoho ze soukromých dopravců bylo zahájeno správní řízení s Českými dráhami kvůli cenám v osobní i nákladní dopravě. S obviněním z dumpingu u výběrových řízení na rychlíky na dvou tratích se na úřad obrátilo začátkem listopadu 2006 také Sdružení železničních společností. Martin Pecina potvrdil, že v případech, kde České dráhy mají konkurenci, se České dráhy chovají podezřele, a ukončení řízení odhadoval do konce roku 2006.
Počínaje obdobím jízdního řádu 2006/2007 ministerstvo uzavírá s ČD samostatné smlouvy pro provozování rychlíků na těchto linkách vždy na jeden rok, pro každou linku zvlášť, přičemž každá ze smluv je uzavřena na základě závazné nabídky dopravce předložené v rámci zadávacího řízení.
Smlouva pro linku Pardubice – Liberec pro rok 2007 vychází ze sazby předpokládané prokazatelné ztráty 41,38 Kč/vlkm, smlouva pro rok 2008 ze sazby 44,24 Kč/vlkm, smlouva pro rok 2009 není zveřejněna, smlouva pro rok 2010 ze sazby 49,84 Kč/vlkm, smlouva pro rok 2011 ze sazby 52,13 Kč/vlkm, smlouva pro rok 2012 ze sazby 52,99 Kč/vlkm. Smlouvy se odvolávají na nabídku dopravce předloženou 16. května 2006 v rámci zadávacího řízení.
Smlouva pro linku Plzeň – Most pro rok 2007 vychází ze sazby předpokládané prokazatelné ztráty 18,28 Kč/vlkm, smlouva pro rok 2008 ze sazby 18,74 Kč/vlkm, smlouva pro rok 2009 není zveřejněna, smlouva pro rok 2010 ze sazby 23,48 Kč/vlkm, smlouva pro rok 2011 ze sazby 25,38 Kč/vlkm, smlouva pro rok 2012 ze sazby 25,71 Kč/vlkm. Smlouvy se odvolávají na nabídku dopravce předloženou 15. listopadu 2005 v rámci zadávacího řízení.
V polovině srpna 2011 místopředseda ÚOHS Michal Petr oznámil, že úřad podezírá České dráhy z uplatňování podnákladových predátorských cen, křížového financování a zneužití dominantního postavení při výběrových řízeních v roce 2006 na provozovatele rychlíků na tratích Plzeň – Most a Pardubice – Liberec a na základě více podnětů, které obdržel, bude chování ČD zkoumat. ÚOHS chce v šetření ověřit, jaké náklady lze v kalkulacích za jednotlivé tratě započítat, a nastavit standard, „s jakou cenou mohou ČD přijít, aby to bylo férové“. ÚOHS nevede správní řízení s ČD, ale zkoumá případ kvůli výběrovým řízením, které stát plánuje do budoucna. Kalkulace ČD podle Michala Petra zkoumal i Nejvyšší kontrolní úřad a údajně dospěl k závěru, že ceny ČD v tendrech byly podnákladové.
Uzavřené smlouvy na tyto dvě rychlíkové linky platí do prosince 2014. Počátkem roku se však stát kvůli své nečinnosti dostal do časové tísně a nestihl vypsat řádné výběrové řízení na další období. Proto v náhradním poptávkovém řízení, v němž oslovil pouze České dráhy, hodlal uzavřít smlouvu na další rok, přičemž na konci února 2014 časopis E15 uvedl, že je již dohoda uzavřena a jedná se jen o ceně. E15 vyjádřily domněnku, že ceny se přiblíží dotacím vypláceným na jiných tratích.
Poté, co Arriva, ministerstvem nevyzvána, zaslala v červnu 2014 svoji nabídku, ministerstvo posuzovalo obě nabídky. Dne 3. července 2014 ministerstvo oznámilo výsledek nabídkového řízení na provozování obou linek po dobu jednoho roku od prosince 2014. V něm uspěly České dráhy, protože podaly lepší nabídku než konkurenční Arriva, která zde chtěla provozovat nízkopodlažní klimatizované jednotky Siemens Desiro s wifi připojením, zapůjčené od Německých drah. Podle ministerstva byla jediným kritériem cena, jiná kritéria, jako je například kvalita vlaků, ministerstvo s poukazem na časovou tíseň nevyhodnocovalo, ale přislíbilo je hodnotit v příštím, řádném výběrovém řízení. Nabízené ceny ministerstvo nezveřejnilo. Ředitel Arrivy přičítal úspěch konkurence tomu, že nenabízí vozidla s klimatizací a nízkopodlažní částí a nemusí započítávat náklady spojené se zahájením provozu. Arriva požadovala dotaci 133 Kč/km na trase Liberec-Pardubice a 118,80 Kč na trati Plzeň–Most, České dráhy nabídnutou cenu nezveřejnily.
Poté, co Arriva neuspěla s nabídkou lepších vlaků a konstatovala, že „ministerstvo na tuto trať moderní vlaky nechce“, začátkem srpna 2014 podala (pouze pro trať Plzeň–Most) upravenou nabídku se staršími vlaky (německé řady 628) a cenou o 20 % nižší. Mluvčí ministerstva dopravy oznámil, že se ministerstvo s nabídkou seznámí a bude se jí zabývat. Začátkem září 2014 ministerstvo dopravy informovalo, že Arriva požaduje za roční provoz 37,3 milionu korun, zatímco ČD požadovaly 40,7 milionů Kč. Mluvčí ministerstva k tomu sdělil, že pokud nebudou nabídky odporovat požadavkům objednatele a splní zákonné podmínky, pak úřad rozhodne podle ceny.
České dráhy doručily ministerstvu 14stránkový nesouhlas se zadáním zakázky Arrivě. Podle nich například Arriva nedodržela požadavek na nasazení vozidel s bezbariérovými záchody. Další uplatněné námitky České dráhy nezveřejnily. Arriva namítla, že podmínky splnila, a vyjádřila podiv, jak mohou České dráhy znát nabídku Arrivy. Ministerský mluvčí vyjádřil podiv nad tím, že námitky nesepsaly přímo České dráhy, ale externí advokátní kancelář.
25. září 2014 média zveřejnila informaci, že Arriva omezila platnost své nabídky od konce září 2014, protože při pozdějším podepsání smlouvy by nebyla schopna se připravit k plnění smlouvy, zatímco ministerstvo dopravy ve svém dopise jasně formulovalo požadavek, aby nabídka byla závazná po dobu 70 dní, což vyplývá ze zákonné lhůty, po kterou musí být záměr zveřejněn na úřední desce a po kterou nesmí být smlouva uzavřena. Ministerstvo oznámilo, že bude dále jednat pouze s Českými drahami. Ředitel Arriva ČR Daniel Adamka uvedl, že požadavek podpisu smlouvy na začátku listopadu je podmínka, která není pro žádného nového dopravce splnitelná, a uvedl, že neoficiální cestou Arriva ví, že se ministerstvo chtělo domluvit s Českými dráhami. Dále Adamka uvedl, že ministerstvo dopravy při jednání firmu Arriva ubezpečovalo, že kratší platnost nabídky není problém. Podle Adamkova prohlášení obrat v jednáních má souviset s připravovanou výměnou ministerstev mezi koaličními stranami.

#### Příprava výběrových řízení pro rok 2007
Na konci roku 2006 připravovalo Ministerstvo dopravy pod vedením vrchního ředitele sekce strategie, veřejné dopravy a ekologie Petra Šlegra postupné otevírání trhu dálkové dopravy formou regulované konkurence, které potvrdil svým dopisem společnosti Veolia Transport Česká republika tehdejší ministr Aleš Řebíček. Na jednání 19. prosince 2006 ministerstvo prezentovalo zástupcům dopravců záměr vyhlášení výběrových řízení na několik provozních celků s termínem vyhlášení v 1. čtvrtletí roku 2007 a vyhodnocením v červnu 2007. K vyhlášení výběrových řízení pak ale nedošlo, což bylo předmětem kritiky společnosti Veolia Transport Česká republika.

#### Nabídka Veolia Transport (2007)
15. srpna 2007 podala společnost Veolia Transport Česká republika Ministerstvu dopravy nabídku na provozování dálkových spojů na tratích Praha hl. n. – Turnov – Tanvald, Nymburk – Česká Lípa – Rumburk a Liberec – Ústí nad Labem od 14. prosince 2008 na dobu 8 let, a to motorovými soupravami Siemens Desiro DMU Classic.

Mluvčí ministerstva se pro média vyjádřil, že s vyhlášením tendru ministerstvo čeká na nový zákon o veřejné dopravě, který by měl začít platit od ledna 2009, a na dokončení restrukturalizace Českých drah, konkrétně oddělení nákladní dopravy a přechod tvorby jízdního řádu pod Správu železniční dopravní cesty. Přitom ještě v prosinci 2006 vyjadřovali vrcholní zástupci ministerstva připravenost vyhlásit výběrová řízení v roce 2007.

#### Záměr nabídky Student Agency (2009)
V červnu 2009 Student Agency krátce po svém odstoupení z výběrového řízení Libereckého kraje oznámila, že hodlá 15. června podat ministerstvu dopravy nabídku provozování rychlíkové dopravy na 14 linkách. Přitom uvedla, že podle evropského práva by po podání takové nabídky muselo ministerstvo vypsat výběrové řízení, a že bude schopna nabídnout cenu až o 40 % nižší, než jsou náklady účtované na těchto trasách Českými dráhami (cca 120 Kč/km).

#### Příprava výběrových řízení po roce 2009
3. července 2009 prezentoval ministr dopravy Gustáv Slamečka na tiskové konferenci záměr vypisovat každoročně výběrová řízení na ucelené provozní soubory linek v rozsahu 5 až 15 % celkového rozsahu tak, aby po 10 letech byly tímto způsobem zadány tři čtvrtiny všech dálkových vlaků, přičemž jednou ze základních podmínek má být zásadní zvýšení kvality a komfortu vozového parku. Smlouvy o závazku veřejné služby s vybranými dopravci by měly být uzavírány na 10 až 15 let. Současně však ministerstvo dopravy hodlá uzavřít na dobu 10 let dlouhodobou smlouvu s Českými dráhami.
1. září 2010 vláda Petra Nečase projednávala zprávu Nejvyššího kontrolního úřadu, podle níž v letech 2007 až 2009 objednávalo ministerstvo dopravy u Českých drah každoročně vyšší objem dopravy, který nebyl krytý růstem počtu cestujících, čímž došlo ke zvýšení ztráty o 15 %. NKÚ podle agentury Mediafax konstatoval, že ministerstvo nepodniklo kroky ke snížení ztráty, neotevřelo dopravní trh a nevyhlásilo zadávací řízení s výjimkou dvou relací, kde zadávací řízení neproběhla korektním způsobem. NKÚ zkritizoval uzavření smlouvy s ČD do roku 2019 bez zadávacího řízení a fakt, že podmínka odkupu kolejových vozidel novým dopravcem může omezovat účast zájemců.
Ministerstvu zpráva vytýká, že navyšováním státních dotací se prohloubila ztráta Českých drah z provozování osobní dopravy a že stát od roku 2009 dotuje i regionální dopravu, kterou objednávají a podle zákona mají hradit kraje, čímž státní dotace od roku 2006 stoupla o 175 %.

#### Moravskoslezské motorové relace a Severozápadní Čechy
V roce 2010 se ministerstvo dopravy rozhodlo vyhlásit výběrové řízení na dva soubory dálkových tras, s možným odkladem o jeden rok. Prvním souborem jsou „Moravskoslezské motorové relace“, tj. trasa R27 Ostrava – Opava – Krnov – Olomouc / Jeseník, na nichž by vybraný dopravce měl jezdit od jízdního řádu 2014 (tj. od prosince 2013), druhým souborem jsou „Severozápadní Čechy“, tj. trasy R5 Praha – Ústí nad Labem – Karlovy Vary – Cheb a R20 Praha – Roudnice nad Labem – Ústí nad Labem – Děčín, se zahájením provozu od jízdního řádu 2014 nebo 2015. Tyto dva soubory byly vybrány již na jaře 2010, ale výběrové řízení bylo odkládáno.
Dne 12. října 2010 odeslalo ministerstvo dopravy do Úředního věstníku EU předběžné oznámení podle článku 7 odst. 2 nařízení 1370/2007 o předpokládaném vypsání nabídkových řízení na linkách Ostrava – Opava – Krnov – Olomouc (Jeseník) a na linkách Praha – Ústí nad Labem – Karlovy Vary – Cheb společně s Praha – Roudnice nad Labem – Ústí nad Labem – Děčín s předpokládaným zahájením provozu od období platnosti jízdního řádu 2013/2014, popř. v případě druhého provozního souboru od období platnosti jízdního řádu 2014/2015.
Ještě podle zprávy z února 2011 měla být veřejná soutěž na zmíněné ústecké linky vyhlášena jako první, v prosinci roku 2011, s plánovaným zahájením provozu v prosinci 2013. Podle informace ministerstva z února 2012 mělo být výběrové řízení na obě ústecké linky vypsáno v průběhu března 2012. Předběžný zájem potvrdila například společnost Rapid Express. Podle zprávy z 27. března 2012 má být výběrové řízení na tyto linky vyhlášeno až na základě zkušeností z výběrového řízení na linku Ostrava – Olomouc, avšak nejpozději do konce roku 2012.
Předběžné požadavky pro linku R27 Ostrava – Opava – Krnov – Olomouc rozeslalo ministerstvo 13. ledna 2012. Předpokládalo zahájení provozu od prosince 2013 s možností odkladu o jeden rok, který si někteří s dopravců ve své reakci skutečně vyžádali. Výběrové řízení bylo vypsáno dne 27. března 2012, s požadovaným zahájením provozu 14. prosince 2014, na dobu 15 let, tj. do konce platnosti jízdního řádu pro období 2028/2029. Tato trať byla pro první a pilotní výběrové řízení vybrána proto, že jde o relativně izolované spojení, takže případné chyby nebudou mít dopad na celou síť. Předběžný zájem do února 2012 projevily České dráhy, Leo Express, Viamont Regio, Veolia Transport a RegioJet. LEO Express se chtěl do soutěže přihlásit společně s GW Train Regio pod značkou Eco Flow, zájem projevila též společnost Abellio CZ patřící Nizozemským drahám a JHMD. Do 26. dubna 2012 si dokumentaci k nabídkovému řízení vyzvedlo deset uchazečů. Nabídku nakonec podali jen dva zájemci, a to konsorcium dvou společností skupiny Arriva (Arriva vlaky a TRANSCENTRUM bus) a RegioJet. Podle iHNed.cz další zájemce odradilo dílem předběžné opatření ÚOHS, zakazující uzavřít s vítězem smlouvu, dílem přemrštěné požadavky na vozidla. V polovině února 2013 ministerstvo dopravy oznámilo, že vyřadilo nabídku, kterou podala Arriva společně s TRANSCENTRUM bus, protože nedodala potřebná osvědčení o vzdělání vedoucích zaměstnanců. Soutěžní podmínky vyžadovaly ve vedení dvě odborně způsobilé osoby, zatímco drážní zákon vyžaduje pouze jednu. Pokud by Arriva neuspěla s odvoláním, takže by zbyla jen jedna nabídka, muselo by ministerstvo soutěž zrušit.

#### Harmonogram výběrových řízení (2012)
Ministerstvo dopravy zveřejnilo harmonogram soutěží provozovatelů dálkové osobní železniční dopravy až do roku 2027/2028, který podle průvodního dopisu ministra z ledna 2012 je založen zřejmě na usnesení vlády České republiky č. 423 z 8. června 2011.
- R 27 Ostrava – Opava – Krnov – Olomouc, motorová trakce, zahájení provozu 2014/2015, podíl 1,4 %
- R 5 Praha – Ústí n.L. – Karlovy Vary – Cheb a R 20 Praha – Roudnice n. L. – Ústí n. L. – Děčín, elektrická trakce, zahájení provozu 2015/2016, podíl 6,5 %
- R 14 Liberec – Pardubice a R 15 Liberec – Ústí nad Labem, motorová trakce, zahájení provozu 2014/2015, podíl 4,3 %
- R 16 Plzeň – Most, motorová trakce, zahájení provozu 2014/2015, podíl 1,2 %
- Ex 2 (R 18) Praha – Olomouc – Vsetín (– Slovensko) / Luhačovice, elektrická a motorová trakce, zahájení provozu 2015/2016, podíl 10,1 %
- R 6 Praha – Plzeň – Klatovy a R 10 Praha – Hradec Králové, elektrická trakce, zahájení provozu 2016/2017, podíl 7,7 %
- R 9 Praha – Havlíčkův Brod – Brno a R 19 Praha – Pardubice – Česká Třebová – Brno, elektrická trakce, zahájení provozu 2017/2018, podíl 8,8 %
- R 21 Praha – Turnov – Tanvald a R 24 Praha – Kladno – Rakovník, motorová trakce, zahájení provozu 2018/2019, podíl 5,0 %
- R 6 (část Ex) Praha – Plzeň – Německo/Cheb, elektrická a motorová trakce, zahájení provozu 2019/2020, podíl 6,6 %
- R 26 Praha – Písek – České Budějovice, motorová trakce, zahájení provozu 2020/2021, podíl 2,4 %
- R/Ex Praha – Pardubice – Olomouc – Ostrava – Polsko/Slovensko, elektrická trakce, zahájení provozu 2021/2022, podíl 7,2 %
- R 7 (+Ex) Praha – České Budějovice – Rakousko, elektrická trakce, zahájení provozu 2022/2023, podíl 5,2 (8,2) %
- část R 11 Plzeň – České Budějovice, elektrická trakce, zahájení provozu 2024/2025, podíl 2,0 %
- část R 11 České Budějovice – Jihlava – Brno, elektrická a motorová trakce, zahájení provozu 2024/2025, podíl 3,3 %
- R 8 Brno – Ostrava – Bohumín, R 12 Brno – Šumperk, R 13 Brno – Břeclav – Otrokovice – Olomouc, R (nový) Brno – Zlín, elektrická trakce, zahájení provozu 2025/2026, 9,5 %
- Ex Brno – Ostrava – Bohumín, Ex 4 Rakousko/Slovensko – Břeclav – Otrokovice – Ostrava – Polsko, elektrická trakce, zahájení provozu 2026/2027, podíl 2,0 a více %
- Ex 3 Německo – Děčín – Praha – Brno – Břeclav – Rakousko/Slovensko, elektrická trakce, zahájení provozu 2027/2028, podíl 11,1 %

(Viz též seznam Dálkové železniční linky v Česku.)
Dlouhodobá smlouva ministerstva s Českými drahami o závazku veřejné služby na období 2010–2019 umožňuje Ministerstvu
dopravy postupně otevřít až 75 % objednávaného rozsahu výkonů v dálkové dopravě, avšak příloha č. 10 obsahuje výčet linek, které nebudou do roku 2019 předmětem soutěže:
- Ex 1 Praha – Pardubice – Olomouc – Ostrava – Polsko/Slovensko
- Ex 4 Rakousko/Slovensko – Břeclav – Otrokovice – Ostrava – Polsko
- R 7 Praha – České Budějovice – Rakousko
- R 13 Brno – Břeclav – Otrokovice – Olomouc
- R 22 Kolín – Mladá Boleslav – Česká Lípa – Rumburk
- R 23 Kolín – Ústí nad Labem
- R 25 Rakovník/Lužná u Rakovníka – Chomutov – Jirkov
- N 28 Německo – Praha – Olomouc/Brno – Polsko/Slovensko/Rakousko (noční vlaky)

#### Žákův harnomonogram 2013
18. září 2013 vláda Jiřího Rusnoka schválila (v souladu s pořadím dle harmonogramu z roku 2012) návrh ministra dopravy Zdeňka Žáka na vypsání výběrových řízení pro pět rychlíkových linek. Soutěže podle návrhu měly být vypsány do konce roku 2013 a vítěz měl začít jezdit na přelomu let 2016 a 2017. Zájem o všechny tyto linky již projevily České dráhy, RegioJet i Arriva vlaky.
- R 5 Praha – Ústí n.L. – Karlovy Vary – Cheb
- R 20 Praha – Roudnice n. L. – Ústí n. L. – Děčín
- R 16 Plzeň – Most
- R 15 Liberec – Ústí nad Labem
- R 14 Liberec – Pardubice

Žádné z těchto výběrových řízení však za ministra Žáka vyhlášeno nebylo, ač v září 2013 řekl, že vyhlášení je otázkou několika dní.
Stávající smlouvy na linky R14 a R16 platí do prosince 2014. Počátkem roku se však stát kvůli své nečinnosti dostal do časové tísně a nestihl vypsat řádné výběrové řízení na další období. Proto v náhradním poptávkovém řízení, v němž oslovil pouze České dráhy, hodlal uzavřít smlouvu na další rok, přičemž podle zprávy E15 z konce února 2014 je již dohoda uzavřena a jedná se jen o ceně. E15 vyjádřily domněnku, že ceny se přiblíží dotacím vypláceným na jiných tratích.

#### Prachařův harmonogram 2014
Nový ministr dopravy Antonín Prachař z vlády Bohuslava Sobotky Žákův harmonogram odmítl a slíbil vypracování nového do konce srpna 2014. Na konci července 2014 předložilo ministerstvo dopravy vládě návrh, podle něhož by mělo být do roku 2019 soutěženo 6 linek. První výběrové řízení má být podle návrhu vyhlášeno již na podzim 2014.
Podle mediálních zpráv by mělo jít opět o těchto šest linek:
- R14 Liberec – Pardubice (motorové, od prosince 2016)
- R15 Liberec – Ústí nad Labem (motorové, od prosince 2016)
- R16 Plzeň – Most (motorové, od prosince 2016)
- R5 Praha – Ústí nad Labem – Karlovy Vary – Cheb (elektrické, po roce 2018)
- R20 Praha – Roudnice nad Labem – Ústí nad Labem – Děčín (elektrické, po roce 2018)
- R27 Ostrava – Krnov – Olomouc (motorové, po roce 2019)

#### Plzeň – Most 2015
5. února 2015 ministerstvo dopravy vyhlásilo první výběrové řízení, a to na linku R16 Plzeň – Most od poloviny prosince 2016 na 15 let, lhůta na podání nabídky byla 7 měsíců. Zároveň tisková zpráva potvrdila i dalších pět linek z harmonogramu.
Výběrového řízení se zúčastnily 4 společnosti. GW Train Regio nabízel kilometr za 74,70 Kč, druhý Leo Express a třetí Arriva vlaky (podle dřívějšího článku idnes byla Arriva druhá) za méně než 80 korun, České dráhy požadovaly 103,44 Kč. V roce 2015 stát Českým drahám na této trati platil 88 korun za kilometr. Výběrové řízení na základě stížnosti Českých drah, zastupovaných Petrou Buzkovou, nepravomocně zrušil Úřad pro ochranu hospodářské soutěže, ministerstvo uvedlo, že se chystá podat rozklad. Hlavními argumenty ČD proti soutěži bylo, že jsou ČD znevýhodněny zákonnou povinností uznávat režijní jízdenky nebo že se musejí starat i o nádraží. Tentýž argument ohledně režijních jízdenek ÚOHS při rozkladu týkajícím se dřívější soutěže na trať Olomouc–Ostrava úřad neuznal. Pokud by ÚOHS trval na svém výkladu, chce ministerstvo změnit zákon a režijní jízdenky zrušit. Kromě soutěže se ČD pokusily zpochybnit i cenu, kterou nabídlo GW Train Regio..
Ministr dopravy Dan Ťok uvedl, že jedná o přímém zadání zakázky firmě, která nabídla v soutěži nejméně, tj. GW Train Regio, jíž nabídnutá cena je výrazně nižší, než za kolik tam dosud jezdily České dráhy. Ministerstvo ve své zprávě o otevírání železničního trhu uvedlo, že tím chce vyslat jasný signál o pokračování soutěží a že vybraná společnost absolvovala test porovnatelnosti s nabídkami dalších dopravců a v případě nezrušení soutěže by byla vybrána jako vítězná. Ministerstvo použilo oblíbený argument Českých drah proti soutěžím, že stávající legislativa umožňuje zadat objednávku vlaků přímo bez soutěže. Od 11. prosince 2016 se linka Plzeň – Most (pod novým označením R25) stala první českou rychlíkovou linkou provozovanou v závazku veřejné služby soukromým dopravcem. Vlaky GW Train Regio mají být vybaveny zásuvkami na 230 V, zdarma dostupným Wi-Fi připojením k internetu, akustickým a vizuálním informačním systémem a bezbariérově dostupným WC. Na vlaky jsou nasazovány dieselové jednotky německého označení 628.2 (česká řada 845), v pátek a v neděli jsou na některých vlacích zdvojené.

#### Zpráva o otevírání železničního trhu 2017
Začátkem března 2017 poslalo ministerstvo dopravy do meziresortního připomínkového řízení novou verzi zprávy o otevírání železničního trhu. Podle ní v roce 2017 nezačně ani jediná soutěž na provozování linek. Dotace pro České dráhy má být navýšena o 178 milionů korun, takže cena za vlakokilometr vychází na 139 korun, a přímým zadáním má být Českým drahám přidělena na dva roky zakázka na rychlíky (expresy?) z Prahy do Plzně a dále do Mnichova, Klatov nebo Chebu, a nově vložené pomalejší rychlíky rychlíky Praha–Klatovy, které mají stavět i v menších stanicích, například v Berouně, Hořovicích nebo nově v Kařezu. Stát to vysvětlil tím, že chce využít investice do zrychlení tratě. Zájem měl i Leo Express, ale nedoložil, že má dohodu s německou stranou.
Hlavní překážkou výběrových řízení byla diskriminující povinnost Českých drah poskytovat je ze zákona i desítkám tisíc lidí, kteří nejsou zaměstnanci ČD. Ministerstvo v materiálu navrhuje, aby režijní jízdenky nebyly státním závazkem. Jan Sůra z iDnes.cz ale nepovažuje za reálné, že někdo před volbami téma režijních jízdenek otevře.
Smlouva na rychlíky Liberec – Pardubice a Liberec – Ústí nad Labem vyprší v roce 2018 a ministerstvo v materiálu slibuje včasný průběh soutěže tak, aby vysoutěžený dopravce začal jezdit v prosinci 2020. Do té doby má proběhnout i nový tendr pro linku Olomouc – Opava – Ostrava.
Arriva, Leo Express a RegioJet vydaly společné prohlášení, že ministerstvo nemá koncepci, jak se zakázkami postupovat a že reálně hrozí zafixování monopolu Českých drah v dotované dálkové dopravě i po roce 2019, protože svou nečinností ministerstvo vytváří časovou tíseň, kterou pak bude řešit opět přímým zadáním Českým drahám.

### Osobní doprava objednávaná kraji
Většina krajů s vyhlašováním výběrových řízení na provozování železniční dopravy dlouho váhala. Pouze několik krajů vyhlásilo výběrová řízení na jednotlivé tratě či skupiny tratí. Některé kraje se zatím snažily jen přinutit České dráhy, aby z jejich účetnictví bylo možné reálněji posoudit efektivitu provozu na jednotlivých tratích a spojích. Někteří dopravci (Veolia Transport a RegioJet) podávali v některých krajích nabídky provozování dopravy, což by mělo být důvodem, aby kraj vyhlásil výběrové řízení.

#### Karlovarský kraj
České dráhy požádaly o zvýšení dotace na dopravu v Karlovarském kraji ze 136 milionů na 160 milionů Kč a nebyly schopny vykázat ekonomičnost provozu na trati. Kraj se rozhodl pro jednu z tratí vyhlásit výběrové řízení na dopravce a na ostatních tratích bude pro příští rok bude vyžadovat podrobné ekonomické rozbory s vyčíslenými náklady na jednoho cestujícího. Autobusovou dopravu dotuje kraj přibližně 125 miliony korun ročně.
Kraj vyhlásil poptávkové řízení na veřejnou dopravní obslužnost na trati č. 149 Karlovy Vary–Mariánské Lázně od roku 2006 na dobu pěti let. Hlavním kritériem byla požadovaná dotace na vlakový kilometr, jedním z požadavků bylo nasazení kvalitnějších vozidel.
Podle zprávy ČTK z 21. října 2005 zvítězila společnost Viamont Aleše Řebíčka (budoucího ministra dopravy za ODS), a to nižší cenou a nabídkou vozidel RegioSprinter, která kraj označil za „špičkové nízkopodlažní vozy“. Viamont požadoval dotaci 64,60 Kč/km, neúspěšné České dráhy 80,40 Kč/km a Railtrans 85,20 Kč/km. Roční dotace pro Viamont by tedy představovala 25,6 milionu korun. Správa železniční dopravní cesty (SŽDC) pod záminkou pozdního podání žádosti o kapacitu dopravní cesty odmítla požadavek společnosti Viamont na přidělení kapacity dopravní cesty.
9. května 2006 zveřejnilo Ministerstvo dopravy na svém webu tiskovou zprávu  tvořenou odkazem na tiskovou zprávu Českých drah  Archivováno 5. 10. 2006 na Wayback Machine., ve které se tvrdí, že rekonstruované soupravy Regionova ČD nasadí právě na trase Karlovy Vary–Mariánské Lázně a že jsou modernější než vozidla RegioSprinter. Za těchto okolností Sdružení železničních společností označilo  18. května 2006 tiskovou zprávu ministerstva za nekalou soutěž a pletichu proti již skončenému poptávkovému řízení.
Kritici poukazují na to, že Ministerstvo dopravy, SŽDC a ČD jsou z minulosti zájmově provázané a že SŽDC má takto možnost postupovat vstřícněji vůči Českým drahám a ztěžovat jejich konkurentům vstup na dopravní trh.
Nyní (2012) provozuje dopravu na této trati a na lokálce Sokolov – Kraslice – Zwotental společnost GW Train Regio a.s., bývalá dcera společnosti Viamont (viz sekce „Tratě s dopravou GW Train Regio“).

#### Liberecký kraj
Podle zprávy z 30. července 2005 liberecký koordinátor veřejné dopravy KORID LK vyzval dopravce k předložení nabídek pro trať Liberec – Tanvald. V zadání bylo nasazení nových nízkopodlažních vozidel a zavedení taktové dopravy v intervalu 30 minut, se střídáním zastávkových a zrychlených vlaků.
Pro rok 2006/2007 vypsal Liberecký kraj v lednu 2006 veřejnou soutěž na dopravu na třech regionálních tratích do roku 2011. Týkala se tratí 034 Smržovka – Josefův Důl, 035 Tanvald – Železný Brod a 036 Liberec – Tanvald – Harrachov. Všechny nabídky však byly nad finančními možnostmi kraje, proto bylo výběrové řízení v červnu 2006 zrušeno a kraj se dohodl na prodloužení původní smlouvy s Českými drahami o dalších pět let.
Na trati Tanvald–Harrachov jsou podmínky ztíženy zabudovanou ozubnicí, která znemožňuje jízdu některým nízkopodlažním vozidlům. V roce 1998 České dráhy na této trati zastavily dopravu, obce na trati založily zájmové sdružení Jizerská dráha a pro ně necelý rok zajišťovala dopravu společnost GJW Praha. Po ní dopravu převzaly České dráhy.
Dne 13. května 2008 Radim Jančura oznámil, že Student Agency jedná o vytvoření společného podniku s třetím největším dopravcem v Evropě, francouzskou firmou Keolis a že společně jednají se dvěma kraji, aby vyhlásily výběrové řízení na jimi dotovanou regionální železniční dopravu. Na podzim 2008 vypsal Liberecký kraj výběrové řízení na provozování regionální osobní železniční dopravy na železničních tratích 034 Smržovka – Josefův Důl, 036 Liberec – Harrachov, 037 Liberec – Černousy, 038 Raspenava – Bílý Potok a 039 Frýdlant – Jindřichovice pod Smrkem od 11. prosince 2011 do 12. prosince 2026.
Uvedená síť železničních tratí má délku 114 km a v současné době je na ní Libereckým krajem objednáváno cca 1 350 000 vlkm/ročně, tj. asi 34 procent všech výkonů objednávaných Libereckým krajem v regionální osobní železniční dopravě. Nabídky mají být otevírány 1. června 2009. Do výběrového řízení se přihlásilo pět společností, a to České dráhy, Arriva, Keolis společně se Student Agency, Viamont a Railtransport. Railtransport ze soutěže vypadl kvůli formálním nedostatkům.
Těsně před termínem pro podání závazných nabídek Student Agency a Keolis ze soutěže odstoupily s odůvodněním, že jsou „poslední dva týdny soustavně varováni, že dumpingová cena Českých drah bude opět výsměchem rovné soutěži“ a že České dráhy mohou krýt ztráty prostřednictvím úhrad z ministerstva dopravy na rychlíkové spoje, u nichž úřad neprověřuje náklady, což je iracionální systém vymykající se kontrole. České dráhy se ohradily, že informaci o ceně nabízené Českými drahami mohla Student Agency získat pouze nelegální cestou. Mluvčí Českých drah rovněž firmu Student Agency nařkl, že zatím není schopna uvést jakýkoli železniční projekt v život a využívá této problematiky pouze ke svému zviditelňování.
Provozní ředitel Student Agency o několik dní později uvedl, že dvojice společností od podání závazné nabídky ustoupila na základě rozhodnutí firmy Keolis a že Student Agency tohoto ústupu lituje. Student Agency obratem oznámila, že podá ministerstvu dopravy nabídku na provozování rychlíkové dopravy.
Ze zbylých dvou účastníků výběrového řízení v Libereckém kraji byly vybrány České dráhy, Arriva neuspěla; na dvou tratích provozuje dopravu GW Train Regio (kdysi dcera Viamontu).

#### Trať Liberec – Zittau – Seifhennersdorf / Rybniště
Krajské úřady Libereckého a Ústeckého kraje společně se saským dopravním sdružením ZVON vyhlásily veřejnou soutěž na provozování dopravy na trati 089 Liberec – Žitava – Rybniště/Seifhennersdorf v období od 12. prosince 2010 do prosince 2020.
Přihlásili se podle MF Dnes čtyři dopravci: německá společnost Vogtlandbahn GmbH patřící britské skupině Arriva, regionální dopravce SBE (Sächsisch-Böhmische Eisenbahngesellschaft) a dopravce Rhenus-Veniro, čtvrtého dopravce tisk nejmenoval; České dráhy nabídku nepodaly.
Vybrána byla společnost Vogtlandbahn. Na trase bude jezdit soupravami Siemens Desiro. Posádky vlaků mají podle zadávacích podmínek mluvit česky i německy. Na lince bude platit jednotný tarif Libereckého kraje. Dálkové spoje Českých drah a Deutsche Bahn zůstanou na trati zachovány.

#### Plzeňský kraj
Plzeňský kraj vyhlásil v roce 2009 výběrové řízení na provozování dopravy na třech neelektrizovaných tratích (Plzeň – Blatno, Plzeň – Domažlice a Nýřany – Heřmanova Huť) od prosince 2011 do prosince 2026. Nabídky měly být otevírány 29. a 30. října a výsledky vyhlášeny v polovině listopadu. Zadávací podmínky si vyzvedlo 8 firem, do soutěže se přihlásily České dráhy, Viamont, ČSAD Jablonec a RegioJet.
Na rok 2012 nebo 2013 kraj plánoval vyhlášení výběrového řízení na dopravu na elektrifikovaných tratích Plzeň – Praha a Plzeň – Cheb a na doplňkových neelektrifikovaných tratích. 5. listopadu 2009 však bylo oznámeno, že rada kraje soutěž zrušila.
Podle zprávy z října 2011 připravuje Plzeňský kraj výběrové řízení na trasu Horažďovice – Plzeň – Cheb. Důvodem, proč kraj vybral tuto trať, údajně je, že zde jezdí zastaralé vozy, a obnova vozového parku se podle vedoucího krajského odboru dopravy může podařit jen výběrovým řízením. Záměr byl, aby nový dopravce převzal provoz už od prosince 2013. Za téměř jisté zájemce o tuto soutěž Česká televize označila České dráhy a RegioJet.
26. ledna 2012 rada kraje schválila notifikaci pro všechny tratě v Plzeňském kraji s výjimkou hlavního tahu Plzeň–Domažlice. Tento hlavní tah by měl zůstat českým drahám až do roku 2019 s možností prodloužení do roku 2025, protože si pro něj již pořídily nové motorové jednotky PESA s dotací EU, kterou kraj zprostředkoval. Ještě v roce 2012 má být vypsána soutěž výběrové řízení na dopravce na dvou úsecích tahu Horažďovice – Plzeň – Cheb, pro další tratě mají pak být vypisovány postupně v dalších letech.

#### Jihočeský kraj
Na jaře 2010 Jihočeský kraj a koordinátor veřejné dopravy JIKORD připustily možnost vyhlášení výběrového řízení až na 25 % objemu železniční dopravy v kraji, které umožňuje desetiletá smlouva s Českými drahami a.s., na provozování regionální železniční dopravy v závazku veřejné služby v prostoru západně od Českých Budějovic a jižně od Strakonic, na tratích 194 České Budějovice – Černý Kříž, 197 Číčenice – Volary – Nové Údolí a 198 Strakonice – Volary.
V červnu 2010 jednatelé JIKORDu hovořili o vyhlášení výběrového řízení v roce 2011 a zahájení provozu v prosinci 2012. V reakci na oznámení uspořádala společnost RegioJet v pondělí 21. června prezentační jízdy na trase České Budějovice – Český Krumlov. RegioJet zde také prezentoval svůj on-line odbavovací systém umožňující platit platební kartou i číst elektronické průkazy jiných dopravců.
V listopadu 2011 schválilo zastupitelstvo Jihočeského kraje záměr na realizaci nabídkového řízení „Provozního souboru Šumava“ včetně časového harmonogramu, v lednu 2012 bylo zveřejněno předběžné oznámení EU. Vyhlášení soutěže je plánováno na leden 2013, zahájení provozu vybraného dopravce od období JŘ 2014/2015. Roční rozsah nabídky je cca 1 345 000 vlkm.
V roce 2014 se do soutěže přihlásily tři společnosti: GW Train Regio (vlastněný ČSAD Jihotrans) s cenou 95 Kč/km, Arriva s cenou 105 Kč/km a České dráhy s cenou zhruba 160 Kč/km. Oproti původním předpokladům se nepřihlásil RegioJet, podle kterého prý byly zadávací podmínky příliš přísné a komplikované, a na poslední chvíli se rozhodl nabídku nepodat National Express, a to kvůli vysoké kumulaci rizik, a to jak tohoto konkrétního projektu, tak kvůli celkové situaci a nejasné budoucnosti rozvoje a otevírání trhu v České republice. Mimo soutěž podal Leo Express nabídku, podle níž by provoz vlaků zůstal zachován jen na hlavní trati z Českých Budějovic do Volar, zatímco na ostatních by Leo Express zajistil dopravu autobusy, přičemž celková cena by činila 64 km/h a za 15 let by tak kraj uspořil miliardu korun.
Soutěž vyhrála společnost GW Train Regio, která dopravu na Šumavských tratích provozuje od GVD 2017/2017

#### Jihomoravský kraj
Společnost Student Agency se na jednání s krajem 3. února 2009 dohodla, že vypracuje nabídky na provozování jihomoravských linek S2, S3, S4 a S9. V březnu 2009 kraj oznámil záměr vyhlásit výběrové řízení na provozování železniční dopravy v kraji v reakci na to, že mu finanční požadavky Českých drah připadaly neúměrné.
Na jednání 8. září 2009, kde dopravce vystupoval již pod hlavičkou RegioJet, bylo dohodnuto omezení nabídky na linky S2 a S3, aby byla srovnatelná s obdobnou nabídkou Českých drah. Dosavadní smlouva s Českými drahami však byla v prosinci 2009 prodloužena do roku 2019, aby kraj zajistil podmínky čerpání státní dotace na základě Memoranda o zajištění stability, s tím, že od prosince 2016 může být až 55 % objemu ze smlouvy vyjmuto. Situace, že kraj bez výběrového řízení prodloužil smlouvu dosavadnímu dopravci, ačkoliv věděl o zájmu jiné společnosti dopravu provozovat, a distancoval se od závěrů dosavadních jednání na půdě krajského úřadu a odmítl s tímto dopravcem i Sdružením železničních společností komunikovat, se stala v roce 2010 předmětem sporu mezi krajem a společnosti RegioJet.
RegioJet rovněž kritizoval, že hejtman Hašek ve snaze obhájit krok kraje označoval dotyčné tratě „rozinkami“, ačkoliv jde o tratě s nejvyšší ztrátovostí v rámci IDS JMK a s nejvyšší prioritou obnovy vozového parku. V září 2010 rada kraje záměr vyhlášení výběrového řízení schválila.
Student Agency v květnu 2010 zaslala Evropské komisi stížnost na netransparentní a diskriminační přístup krajů. Evropská komise kritizovala Českou republiku za chybný přístup k liberalizaci železniční dopravy a v červnu 2010 oznámila, že Českou republiku zažaluje u evropské justice. Na podzim 2010 Evropská komise prostřednictvím českého Úřadu pro ochranu hospodářské soutěže požádala kraj o vyjádření, kraj v říjnu požádal o prodloužení 30denní lhůty pro odpověď. 25. listopadu 2010 rada kraje schválila svou 28stránkovou odpověď, v níž kraj údajně obvinil Radima Jančuru ze lži a hájil se tím, že žádný jiný dopravce nepředložil nabídku pro provozování dopravy v celém kraji a že všechny kraje uzavřely obdobné smlouvy bez výběrového řízení.
28. února 2012 vydal Jihomoravský kraj tiskovou zprávu, že rada kraje schválila přípravu nabídkového řízení pro linky S6 a R6 IDS JMK (Brno – Bučovice – Kyjov – Veselí nad Moravou – Zlínský kraj), které představují 18 % vlakové dopravy objednávané krajem. Vybraný dopravce by měl dopravu převzít od prosince 2016. Nabídky se mají podat do listopadu 2013, obálky mají otevírat v prosinci 2013 a hodnotící komise má poprvé zasednout v lednu 2014 a definitivně rozhodnout v dubnu 2014. Kraj zvažoval i výběrové řízení na linky S2 a S3 (osobní vlaky Brno – Blansko – Česká Třebová a Brno – Tišno), ale tento záměr zatím odložil. Hejtman Michal Hašek v tiskové zprávě zdůraznil, že se do soutěže takového rozsahu pouštějí jako první kraj v zemi.
Náměstek hejtmana Stanislav Juránek, který tvrdí, že vpuštění konkurence na železnici v krajské koalici prosadila KDU-ČSL, podle FN uvedl, že v principu není překážkou, aby další soutěže následovaly vždy po roce, ale bude záležet na rozhodnutí nového krajského vedení. Podle tiskové zprávy kraje mohou další soutěže začít až po úspěšném skončení první soutěže.

#### Nabídky dopravců

##### Praha – Rudná u Prahy – Beroun (Veolia Transport)
Firma Veolia Transport Česká republika podala 6. června 2007 Středočeskému kraji a organizaci ROPID nabídku na provozování osobní dopravy na trati 173 Praha hl. n. – Rudná u Prahy – Beroun od 1. ledna 2009 motorovými jednotkami švýcarské výroby STADLER Regio-Shuttle RS1. Zároveň Veolia Transport projevila zájem provozovat od 15. prosince 2007 pravidelný sobotní pár spojů na této trase motorovou jednotkou Siemens Desiro jako nedotovanou propagační akci. Předváděcí jízdu uspořádal dopravce 6. června 2007.

##### Praha – Velvary, Praha – Český Krumlov (Arriva vlaky)
ARRIVA vlaky s.r.o. v červnu 2012 žádala o kapacitu dopravní cesty pro železniční spojení Praha – Velvary či rychlíkové spojení z Praha – České Budějovice – Český Krumlov, pro která chtěla získat podporu Středočeského či Jihočeského kraje.

##### Praha Masarykovo nádraží – Praha-Čakovice (KŽC Doprava)
KŽC Doprava si v červnu 2012 zažádala o kapacitu dopravní cesty na trase Praha Masarykovo nádraží – Praha-Čakovice s tím, že případě získání dotace by podle mluvčího ROPIDu linka mohla jezdit nejdříve od července 2013.
Linka je v provozu od září 2013.

## Nedotovaná osobní doprava

### Právní podmínky
V první polovině roku 2007 se ve věcném návrhu Zákona o veřejné dopravě objevil institut „regulačního stupně“, umožňující preferovat „dopravu ve veřejném zájmu“ před komerčními spoji. Významní konkurenti Českých drah (RailTrans a Student Agency) tuto úpravu vnímali jako překážku konkurenčního prostředí, která umožňuje upřednostňovat dotované spoje před efektivnějšími.

### Nostalgické a příležitostné jízdy
Nedotované příležitostné jízdy, zejména historickými vlaky, konají různí dopravci včetně Českých drah.

### Eurocity a Intercity
Vlaky v kategoriích Eurocity a Intercity byly ministerstvem dotovány od roku 2007, přičemž byl zároveň zrušen dosavadní speciální 60Kč příplatek k jízdnému pro cestující, od roku 2011 byly tyto dotace opět zrušeny, avšak České dráhy již příplatek znovu nezavedly, pouze část vlaků převedly do kategorie Expres. Roční objem dotací pro vlaky EC a IC činil asi čtvrt miliardy Kč a v roce 2008 bylo v těchto kategoriích 28 vlaků provozovaných výhradně Českými drahami. Dotování vlaků této kategorie bylo podle deníku E15 evropským unikátem, prezident Svazu cestujících ve veřejné dopravě však uvedl, že jsou dotovány v několika evropských státech, například ve Švýcarsku.

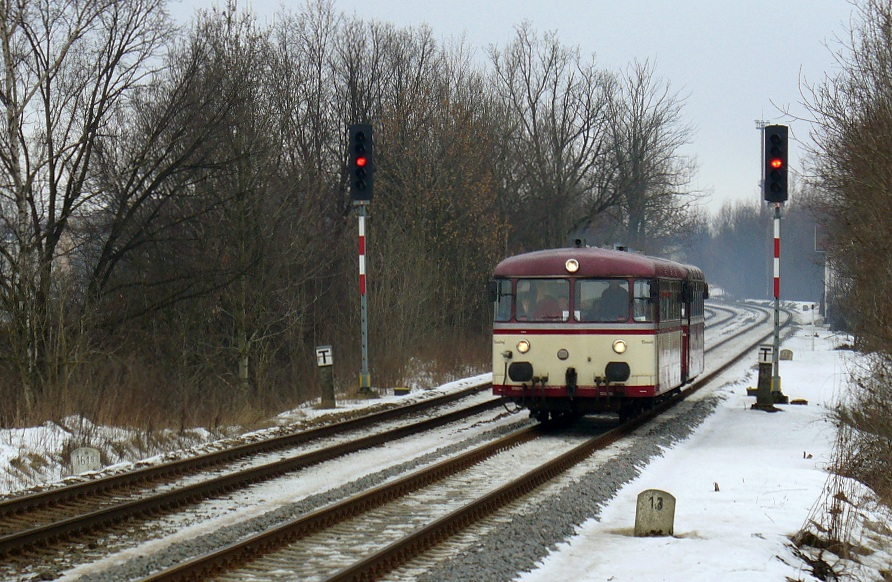
Pravidelný spoj společnosti Railtrans opouští Liberec

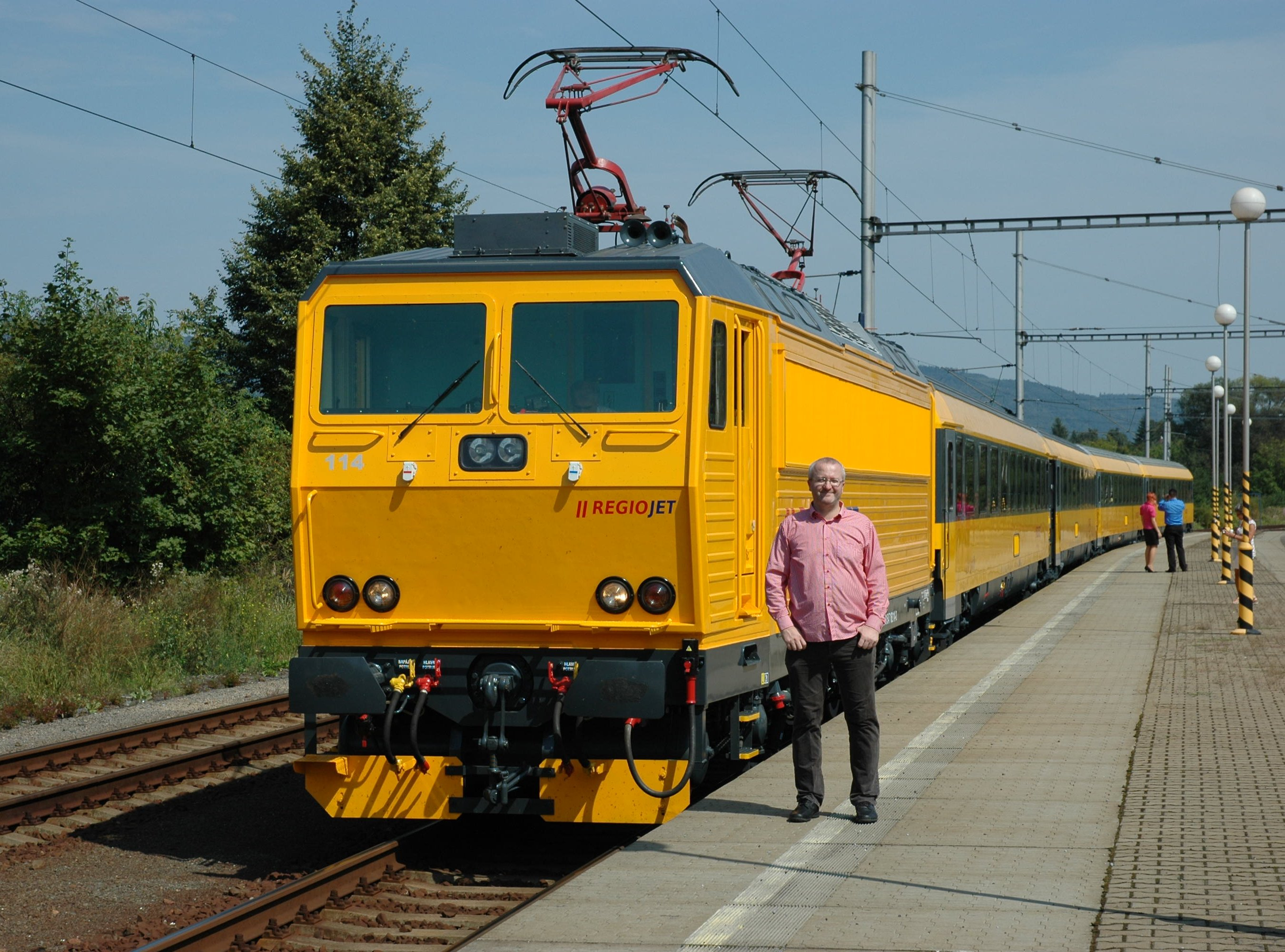
Radim Jančura se soupravou společnosti RegioJet

### Zittau – Liberec (Railtrans)
Od 1. září 2004 do 11. prosince 2010 provozoval Railtrans ve spolupráci s německou společností SBE (Sächsisch-Böhmische Eisenbahngesellschaft, Sasko-česká dráha) pravidelnou osobní dopravu na trase Zittau–Liberec (na části trati 089, v německém číslování na části trati 236) jako prodloužení stávajících spojů společnosti SBE na takzvané Mandaubahn (Mandavské dráze) v trase Eibau – Seifhennersdorf – Varnsdorf (zastavovalo od června 2006) – Großschönau – Zittau. Zpočátku provozovala jeden pár spojů každý pracovní den, od 11. prosince 2005 čtyři páry spojů v pracovní den. Provoz v tomto úseku nebyl dotován a podle sdělení firmy byl údajně ztrátový. Jízdné bylo výrazně nižší než u Českých drah, jejichž doprava zde dotována byla. Od prosince 2010 na této trase oba dosavadní dopravce nahradila společnost Vogtlandbahn GmbH, která uspěla ve výběrovém řízení vyhlášeném společně dvěma českými kraji a německým regionálním dopravním sdružením, čímž nedotovaná osobní doprava na trati zanikla.

### Praha – Ostrava
O nedotovanou běžnou osobní dopravu je zájem především v relaci Praha – Ostrava, kde soukromí dopravci chtějí konkurovat vlakům EC/IC a SC Pendolino Českých drah.
Od počátku nedotovaný byl provoz vlaků Českých drah v kategorii SuperCity provozovaných od 11. prosince 2005 soupravami Pendolino (řada 680) na trase Praha – Ostrava. Vlaky v kategoriích Eurocity a Intercity byly ministerstvem dotovány od roku 2007, se zrušením této dotace v roce 2011 České dráhy část dosavadních vlaků (8 spojů v trase Praha – Olomouc – Ostrava / Žilina) převedly do kategorie expres, čímž dotace zůstaly zachovány.
RailTrans s. r. o. měl zahájit provoz rychlíku v této trase od 10. prosince 2006, ale z důvodu neschválení lokomotivy Drážním úřadem a selhání náhradního řešení firma v roce 2007 od záměru ustoupila.
Student Agency s. r. o. zahájila železniční dopravu v této trase prostřednictvím dceřiné firmy RegioJet a. s. 26. září 2011.
Dne 13. listopadu 2012 zde zahájila provoz expresů společnost LEO Express Leoše Novotného mladšího.

### Benešov u Prahy – Praha – Kralupy nad Vltavou (Arriva vlaky)
Koncem srpna 2012 ARRIVA vlaky s.r.o. oznámila, že chce od 9. prosince 2012 zahájit pravidelnou dopravu motorovými jednotkami 628 po Deutsche Bahn modernizovaných v Pars nova (v Česku s označením 845) na trase Benešov u Prahy – Praha – Kralupy nad Vltavou, a to přes malešickou spojku, nádraží Praha-Libeň a Masarykovo nádraží. Arriva si pořídila 10 dvouvozových souprav. Chce od začátku roku 2013 na trasu nasadit 4 soupravy a provádět jimi 18 párů spěšných spojů v hodinovém intervalu. Hodlá jezdit bez dotací a po dohodě s ROPIDem uznávat jízdenky Pražské integrované dopravy, ceník jejích vlastních jízdenek se nemá příliš lišit od cen ČD.
Provoz byl zahájen od GVD 2015/2016, v provozu jsou dvě soupravy a je zajišťováno 8 párů vlaků na trase Praha - Benešov, jízdenky Pražské integrované dopravy nejsou uznávány

### Praha – České Budějovice – Nová Pec (Arriva vlaky)
Od GVD 2016/2017 provozuje společnost Arriva vlaky expres z Prahy na Šumavu (do Nové Pece) o sobotách a nedělích (v GVD 2017/2018 však trasa není do 2. června v provozu)

### Praha – Nitra (Arriva vlaky)
Od GVD 2016/2017 provozuje společnost Arriva vlaky expresy z Prahy do Trenčína (od GVD 2016/2017 pak až do Nitry)

### Praha – Chomutov (LEO Express)
V létě 2012 požádal LEO Express o kapacitou dopravní cesty pro vlak s odjezdem každý pracovní den v 10:14 z Prahy a plánovaným zahájením provozu na jaře 2013. Mluvčí společnosti v té době řekl, že je to jen jedna z variant budoucího rozvoje dopravy a ještě není ani zdaleka jisté, zda ji skutečně využijí.

## Tržní podíly
Výchozím stavem byla situace, kdy měly České dráhy jako monopolní dopravce prakticky 100% podíl na trhu železniční osobní dopravy. Zejména od roku 2011 se tento podíl snižuje rozvojem stávajících menších dopravců či vstupem nových dopravců na trh.

### Hrubé tunové kilometry (hrtkm)
Tržní podíly podle přepravního výkonu na síti Správy železnic v hrubých tunových kilometrech v letech 2010 až 2024 jsou uvedeny v následující tabulce. Je třeba dodat, že výpočet dle hrubých tunových kilometrů nemusí podávat přesný obraz o tržních podílech, neboť nezohledňuje počet přepravených cestujících a jejich průměrnou přepravní vzdálenost.
|                                                 | 2010    | 2011    | 2012    | 2013    | 2014    | 2015    | 2016    | 2017    | 2018    | 2019    | 2020    | 2021    | 2022    | 2023    | 2024    |
| ----------------------------------------------- | ------- | ------- | ------- | ------- | ------- | ------- | ------- | ------- | ------- | ------- | ------- | ------- | ------- | ------- | ------- |
| České dráhy                                     | 99,04 % | 98,62 % | 97,06 % | 94,87 % | 93,27 % | 92,68 % | 91,22 % | 90,04 % | 88,80 % | 88,26 % | 86,42 % | 84,57 % | 83,76 % | 83,02 % | 82,14 % |
| RegioJet + RegioJet ÚK                          | 0,05 %  | 0,23 %  | 2,57 %  | 3,40 %  | 5,01 %  | 5,44 %  | 6,78 %  | 8,03 %  | 9,00 %  | 9,08 %  | 9,54 %  | 10,63 % | 11,21 % | 11,63 % | 12,09 % |
| Arriva vlaky                                    |         |         |         |         |         |         | 0,06 %  | 0,20 %  |         | 0,33 %  | 1,71 %  | 2,41 %  | 2,30 %  | 2,37 %  | 2,74 %  |
| LEO Express + Leo Express Tenders               |         |         | 0,07 %  | 1,47 %  | 1,45 %  | 1,60 %  | 1,62 %  | 1,29 %  | 1,22 %  | 1,46 %  | 1,25 %  | 1,28 %  | 1,41 %  | 1,41 %  | 1,3 %   |
| GW Train Regio                                  | 0,76 %  | 0,75 %  | 0,14 %  | 0,08 %  | 0,08 %  | 0,08 %  | 0,08 %  | 0,22 %  | 0,55 %  | 0,58 %  | 0,67 %  | 0,64 %  | 0,62 %  | 0,62 %  | 0,77 %  |
| Vogtlandbahn/Die Länderbahn + Die Länderbahn CZ | 0,02 %  | 0,32 %  | 0,13 %  | 0,13 %  | 0,13 %  | 0,14 %  | 0,15 %  | 0,15 %  | 0,11 %  | 0,13 %  | 0,3 %   | 0,33 %  | 0,54 %  | 0,72 %  | 0,72 %  |
| KŽC Doprava                                     |         |         |         |         |         |         | 0,04 %  | 0,03 %  |         | 0,06 %  |         |         |         | 0,07 %  | 0,07 %  |
| MBM rail                                        |         |         |         |         |         |         | 0,02 %  | 0,02 %  |         | 0,03 %  |         |         |         |         |         |
| Railway Capital                                 |         |         |         |         |         |         | 0,01 %  | 0,01 %  |         |         |         |         |         |         |         |
| ostatní                                         | 0,13 %  | 0,08 %  | 0,03 %  | 0,05 %  | 0,06 %  | 0,06 %  | 0,02 %  | 0,01 %  | 0,32 %  | 0,05 %  | 0,12 %  | 0,15 %  | 0,15 %  | 0,15 %  | 0,16 %  |

Poznámky:
- Nevyplněná políčka jsou tehdy, když Správa železnic tyto údaje neuvádí, to znamená, že daný dopravce buď v daném roce osobní dopravu nevykonával, nebo jsou jeho přepravní výkony tak malé, že jsou zahrnuty v součtovém políčku ostatní.

### Osobokilometry (oskm)
Statistika osobní přepravy podle oskm na rozdíl od hrtkm zohledňuje počet přepravených cestujících a jejich přepravní vzdálenost.
| Dopravce     | 2015 | 2016 | 2017 | 2018  | 2019  | 2020 | 2021 | 2022 |
| ------------ | ---- | ---- | ---- | ----- | ----- | ---- | ---- | ---- |
| České dráhy  | 7170 | 7380 | 7778 | 8225  | 8685  | 5127 | 5407 | 7710 |
| RegioJet     |      |      |      |       |       | 976  | 1144 | 1518 |
| LEO Express  |      |      |      |       |       |      | ?    | ?    |
| Arriva vlaky |      |      |      |       |       |      | ?    | ?    |
| ostatní      |      |      |      |       |       |      | ?    | ?    |
| celkem (ČSÚ) | 8298 | 8843 | 9498 | 10286 | 11069 | 6485 | 6885 | 9831 |

### Počet cestujících
Statistika osobní přepravy podle počtu cestujících.
| Dopravce     | 2015  | 2016  | 2017  | 2018  | 2019  | 2020  | 2021  | 2022 |
| ------------ | ----- | ----- | ----- | ----- | ----- | ----- | ----- | ---- |
| České dráhy  | 169,7 | 171,5 | 174,7 | 179,2 | 182,1 | 117,7 | 120,7 |      |
| RegioJet     |       | 3,7   | 4,7   | 5,9   | 6,5   | 4,4   | 5,1   |      |
| LEO Express  |       |       |       |       |       |       |       |      |
| Arriva vlaky |       |       |       | 0,337 |       |       |       |      |
| ostatní      |       |       |       |       |       |       |       |      |
| celkem       | 176,6 | 179,2 | 183,0 | 189,5 | 194,2 | 129,1 | 133,8 |      |

## Konflikty

### Zastavení provozu v České Kamenici
V sobotu 5. srpna 2006 České dráhy a. s. na základě vlastního interního nařízení znemožnily jízdy vlaků z muzejní železnice Kamenický Šenov – Česká Kamenice, kde provozovalo dopravu historickými výletními vlaky občanské sdružení Klub přátel lokálky, do stanice Česká Kamenice. Podle tiskové zprávy Sdružení železničních společností České dráhy dopravci neposkytly žádné vysvětlení a tímto jednáním porušily platné smlouvy i zákon o dráhách. Zákon o dráhách zaručuje dopravci s platnou licencí provoz i ve stanici, která leží na navazující dráze. Důvodem údajně měly být nesplněné finanční závazky dopravce[zdroj?].
Drážní úřad nakonec svým rozhodnutím odejmul licenci dopravci Klub přátel Lokálky, jelikož DÚ zjistil, že předmětný dopravce provozoval drážní dopravu na regionální dráze bez přidělené kapacity. Tím porušil § 24, odst. 4 zákona 266/1994 Sb., o dráhách, ve znění pozdějších předpisů.
Sdružení železničních společností upozornilo na to, že řízení provozu v Českých drahách nebylo tehdy dostatečně odděleno od ostatních složek tohoto podniku, což bylo v rozporu s evropskou směrnicí. České dráhy tak organizovaly provoz své konkurence a mohly ji znevýhodňovat. Podrobněji v článku Provozovatel dráhy.

### Související právní předpisy
- Zákon č. 266/1994 Sb., o dráhách, ve znění novějších zákonů
- Vyhláška MDS č. 429/2001 Sb. o podrobnostech prokazování finanční způsobilosti k provozování dráhy celostátní nebo dráhy regionální, o způsobu prokazování finanční způsobilosti k provozování drážní dopravy na dráze celostátní nebo na dráze regionální a o doplňkových přepravních službách
- Vyhláška MD č. 241/2005 Sb., o prokazatelné ztrátě ve veřejné drážní osobní dopravě a o vymezení souběžné veřejné osobní dopravy
- Vyhláška MD č. 351/2004 Sb., o rozsahu služeb poskytovaných provozovatelem dráhy dopravci
- Vyhláška č. 501/2005 Sb., o vymezení nákladů provozovatele dráhy spojených s provozováním a zajišťováním provozuschopnosti, modernizace a rozvoje železniční dopravní cesty
- Výměr MF č. 01/2006 ze dne 6. prosince 2005, kterým se vydává seznam zboží s regulovanými cenami (příloha č. 4: maximální ceny a určené podmínky za použití vnitrostátní železniční dopravní cesty celostátních a regionálních drah při provozování drážní dopravy)